# Trilogía marciana
La Trilogía marciana de Kim Stanley Robinson es el conjunto de las novelas Marte rojo, Marte verde y Marte azul, en las que narra la historia de la hipotética colonización de Marte por el ser humano iniciada en 2026. Aunque la historia queda cerrada en el tercer volumen, se publicó con posterioridad la obra Los marcianos, un conjunto de cartas y relatos sobre los protagonistas de las novelas que ayudan a dar más profundidad a la obra. Estos son los Primeros Cien, la primera expedición que llega para quedarse en el planeta. Desde los puntos de vista de los miembros más notables de entre ellos es como se narra la historia.
La obra toca aspectos muy diversos, yendo más allá de la simple acción y entrando en temas de política, economía, psicología y, por supuesto, ciencia y tecnología.

## Argumento

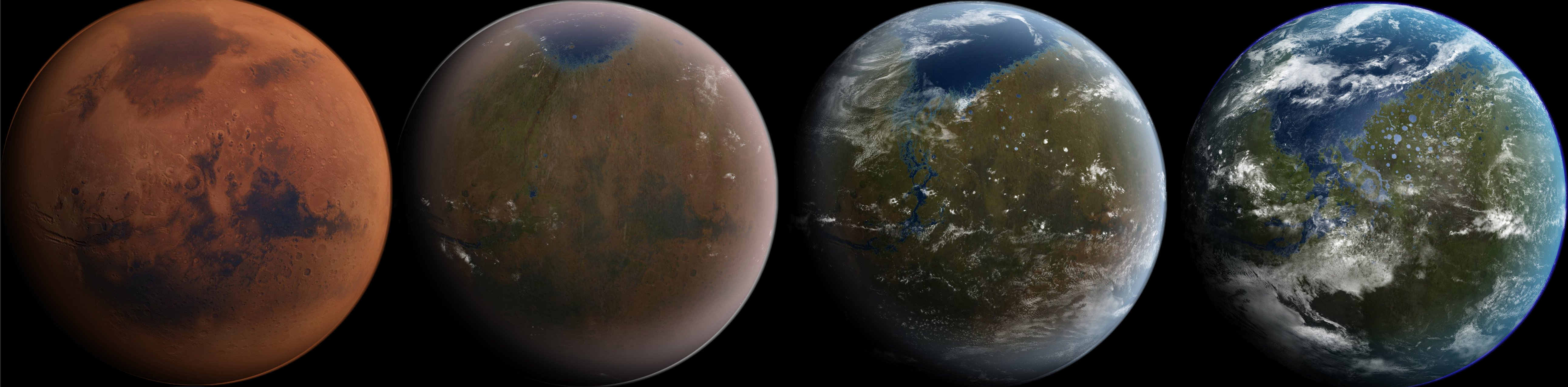
Impresión artística de las fases hipotéticas de terraformación de Marte

Tras la llegada a Marte en 2026 de los Primeros Cien y su toma de contacto con el planeta en Marte rojo, poco a poco empiezan a llegar más colonos, inicialmente sólo científicos y mineros, que inician el proceso de terraformación que llevará al planeta a ser habitable por el ser humano sin necesidad de traje espacial.
Tras la revolución de 2061, los Primeros Cien, como líderes tácitos de Marte, se ven obligados a huir de las autoridades terranas, ocultándose algunos de ellos en una colonia bajo los hielos del polo sur, Zigoto, dirigida por Hiroko Ai. Con la normalización de la situación política y el derretimiento del casquete sur este grupo ha de volver a la superficie, pero solo para verse envuelto de nuevo en una segunda revolución, que tiene lugar en 2127, con la que se cierra Marte verde.
En la tercera obra, Marte ha alcanzado un gobierno propio y los restantes de los Primeros Cien son ya ancianos que se dedican, bien a la política, o bien a disfrutar de su edad. Nuevas preocupaciones empiezan a asaltarles, como el declive súbito por el cual el tratamiento de longevidad que les mantiene vivos empieza a fallar, o la inmigración ilegal desde la Tierra.

## Aspectos destacados

### Corporaciones
Corporaciones transnacionales llamadas "transnats", son corporaciones multinacionales extremadamente poderosas que emergieron en la mitad del siglo XXI. Robinson sigue la evolución de los "transnats" en lo que se define como "metnats"(metanacional). Estas corporaciones multinacionales crecieron como resultado de la globalización, ya que tuvieron el suficiente poder económico como para invadir o manipular  gobiernos nacionales. Al principio, solo gobiernos tercermundistas, pero posteriormente, gobiernos de países grandes y desarrollados . En la historia futurista de Robinson, las corporaciones metanacionales se parecen bastante a las naciones-estados en algunos aspectos, mientras que sigue tratando de derrotar competidores para así ser el único controlador del mercado interplanetario. A medida que la trilogía se acerca a la mitad del siglo XXIII, las corporaciones metanacionales son obligadas por una catástrofe global a conceder derechos democráticos a sus trabajadores. Aun cuando se mencionan muchas corporaciones transnacionales y metanaciones, dos participan de una manera activa en el desarrollo de la trama. Praxis, una firma benevolente y relativamente democrática, y Subarashi, que juego un papel importante en el maltrato de los ciudadanos de Marte.

### Ingeniería genética
La ingeniería genética fue por primera vez mencionada en Marte Rojo: toma lugar cuando Sax crea una alga para resistir la dura temperatura de Marte y convertir la atmósfera en aire respirable. En algún momento, se lleva a cabo a mayor escala, con miles de distintas algas. En Marte Verde, animales modificados genéticamente comienzan a ser creados para resistir la delgada atmósfera de Marte, y para producir una trabajadora biosfera planetaria. En Marte Azul, las modificaciones genéticas son comúnmente aplicadas a humanos, para ayudarlos a adaptarse al nuevo mundo, para respirar aire más tenue o para ver mejor.

### Otros temas
El libro también especula sobre la colonización de otros planetas y lunas en el sistema solar e incluye descripciones de los asentamientos o los esfuerzos de terraformación en Calisto, Mercurio, Titania, Miranda y Venus. Hacia el final de la última novela, los seres humanos toman naves coloniales sublumínicas para ir a nuevas estrellas, aprovechando los tratamientos de longevidad para sobrevivir al viaje. Una gran porción de Marte Azul tiene que ver con los efectos de la longevidad extrema de sus protagonistas, la mayoría de los cuales ha vivido más de doscientos años como resultado de repetido tratamientos de longevidad. En particular, Robinson especula sobre los efectos psicológicos de la ultra-longevidad incluyendo pérdida de memoria, cambios de personalidad, inestabilidad mental y el aburrimiento existencial .

### Política y economía
Desde la llegada de los Primeros Cien se viene especulando con la forma de gobierno ideal para el planeta. Algunos de entre ellos, como John Boone o Arkadi Bogdanov dedican sus primeros años en Marte a este asunto. Dado que Marte inicialmente no es más que una colonia minera y científica de la Tierra, se ve sujeto a los intereses de esta, que aplasta con contundencia cualquier intento de independencia por parte de la siempre creciente población marciana.
En la Tierra, el poder ha ido derivando de los estados a una serie de empresas multinacionales que acaban adoptando el nombre de metanacionales por estar no sólo en varios países, sino más allá de estos. La mayor parte de éstas oprimirá por igual a la Tierra y a Marte, salvo Praxis, que verá en la alianza con los marcianos la vía de mayor prosperidad, y les apoyará hasta el final de la saga. Gracias a esto, Marte consigue liberarse en la segunda revolución del dominio terrano, y el esquema organizativo de Praxis, el cooperativismo, se impone sobre las demás empresas.
En el último libro, el gobierno mundial de Marte se encarga de dirigir todos los asuntos del planeta de forma centralizada aunque con un alto grado de poder distribuido en las ciudades, que gozan de gran independencia salvo en temas medioambientales, regidos por un tribunal mundial.

### Tecnología
A lo largo de la historia, distintos ingenios permiten el rápido avance la civilización humana. Así, la aparición de ciudades bajo tiendas de plástico de gran resistencia, la construcción de un ascensor espacial, o la creación de una gran lupa en órbita para aumentar la luz que llega a Marte son los más destacados de la primera parte de la obra.
Más adelante, aparece la posibilidad de manipulación genética y gestación artificial de humanos (llamados ectógenos).
En la parte final se alcanza un proceso de fusión fría (llamado pulsofusión) que permite aumentar la velocidad de los viajes estelares de tal forma que el trayecto entre la Tierra y Marte dura unos pocos días (en comparación con los muchos meses que les tomó a los Primeros Cien su viaje en el Ares)

### Terraformación
Siguiendo la mayor parte de las técnicas sugeridas hasta el momento de terraformación, y muchas otras que aparecen a lo largo de la historia, Marte cambia su rostro de un planeta rojo, seco y muerto, a un planeta vivo con numerosas especies animales y vegetales y una atmósfera respirable para el ser humano. Aun así, la baja densidad de esta, la menor gravedad dan lugar a un nuevo tipo de humanos más altos y delicados, que no soportan con facilidad ir a la Tierra. El menor radio del planeta provoca además que los horizontes en Marte parezcan estar mucho más cercanos que los de la Tierra.

## Curiosidades

Bandera de Marte

Esta trilogía es la base elegida para la bandera del planeta Marte, compuesta por tres franjas verticales, rojo-verde-azul, de izquierda a derecha. Aunque esta no es legalmente oficial, es aceptada por la Mars Society y la Sociedad Planetaria.